# Rasmus Paludan
Rasmus Paludan (* 2. ledna 1982) je dánský politik a právník, vůdce krajně pravicové strany Tvrdá linie, kterou založil v roce 2017.
Vystupuje ostře proti islámu a proti jeho šíření přistěhovalectvím do Dánska. V souvislosti mj. s rasistickými vyjádřeními byl opakovaně pravomocně odsouzen, mimo jiné mu bylo v červnu 2020 zakázáno na tři roky vykonávat profesi právníka a přišel na rok o řidičský průkaz. K dalším jeho kontroverzím patří sexting s nezletilými, včetně třináctiletých chlapců.
V srpnu 2020 mu zakázalo Švédsko vstup do země z obav o veřejný pořádek.